# 알고도네로스 데 우니온 라구나
알고도네로스 데 우니온 라구나(Algodoneros de Unión Laguna)는 1940년 창단한 멕시코 멕시코 시티의 멕시칸 리그 팀이다. 홈구장은 에스타디오 레볼루시온이고 과거 LG 두산에서 뛴 알칸트라가 이 팀에 재적 중이었던 2004년 27홈런으로 멕시칸리그 홈런왕을 차지했으며 이에 앞서 마이너리그 메이저리그 대만리그 첫 해 두자릿수 홈런(마이너리그-82년 11 메이저리그-87년 14 대만리그(TML)-97년 31)을 친 샘 혼이 해당 팀에 재적한 1996년 30홈런으로 멕시칸리그 홈런왕 타이틀을 차지했다.

## 야구단 정보
| 감독     | 3 후안 프란치스코 로드리게스 |
| 코칭스탭 | 15 프란치스코 챠베즈 · 27 프란치스코 솜브라 · 30 안젤 모레노 · 51 호세 빌라제틴 |
| 투수     | 16 샌디 닌 · 52 바두엘 잠브라노 · 14 알베트토 맨리크 · 70 후안 알바레즈 · 26 페드리코 카스타네다 · 7 후안 플라폭스 시니어 · 7 카를로스 구티에레즈 · 44 페르난도 페레라스 · 32 아르만도 헤르타 · 16 후안 레온 · 30 헥토르 올리바스 · 46 드 줄리오 발레리오 · 28 후안 델가딜로 |
| 포수     | 23 엠마누엘 발데즈 · 8 헥코르 카스타네다 · -- 씨저 마르퀘즈 |
| 내야수   | 4 다이노이스 시저 · 10 홀란도 페레이라 · 2 니콜라스 가르시아 · 13 호세 카스타네다 · 24 마리아 발데즈 · 35 라파엘 카스타네다 · 40 세르지오 카스텔름 · 61 후안 카니잘레즈 · 3 도니 레온                                                                                        |
| 외야수   | 29 이반 아라우조 - 57 루이스 카를로스 가르시아 - 50 아브라하 누네즈 - 22로저 버나디나 |